# Wesley Edwin Lanyon
Wesley Edwin Lanyon, o "Bud" Lanyon (10 de junio de 1926 – 7 de junio de 2017), fue un ornitólogo y  zoólogo estadounidense. El principal foco de sus investigaciones a lo largo de los años fueron los estudios comportamentales y la sistemática de la familia de aves denominadas atrapamoscas del Nuevo Mundo (Tyrannidae).

## Biografía
Creció en Hanover, Nuevo Hampshire. Obtuvo su graduación universitaria en la Universidad Cornell en 1950 y después su doctorado en la Universidad de Wisconsin-Madison en 1955. En su tesis, estudió la especiación de las loicas y praderos (Sturnella, Leistes) utilizando la entonces novedosa técnica de grabación de sus vocalizaciones. Posteriormente, y debido a este trabajo, recibió la Medalla Brewster de la American Ornithological Society.
Fue profesor asistente en la Universidad de Arizona en 1955/56; se transfirió para la Universidad de Miami en Ohio, donde permaneció por un año, pero en 1957 se integró al Departamento de Ornitología del Museo Americano de Historia Natural, donde permaneció hasta su retiro en 1988. Fue elegido como el primero, y único, director de la Estación de Investigación Kalbfleisch del Museo, en Long Island, donde residió desde 1958 hasta 1973. En 1973 fue elegido chairman del Departamento de Ornitología, donde permaneció hasta 1980 y continuó como curador hasta su retiro.
Bud Lanyon fue un activo biólogo de campo. En Kalbfleisch estudió la transición succesional de las comunidades de aves en la medida en que las haciendas tomaban el lugar de los bosques. A lo largo de los años realizó muchos viajes de campo a América Central y del Sur para investigar el comportamiento comparativo y la sistemática de la familia Tyrannidae. Fue ampliamente reconocido por sus profundos estudios de las variaciones geográficas y del comportamiento (principalmente a través de sus vocalizaciones) de este altamente diversificado grupo de pájaros. Tal vez sea menos conocido que fue el primer miembro del departamento a adoptar métodos filogenéticos en sus estudios de las relaciones entre los tiránidos y publicó diversos trabajos utilizando datos de la morfología del esqueleto y de la siringe, así como también del comportamiento.
Es el padre del también ornitólogo Scott M. Lanyon.

## Honores
Recibió la Medalla Brewster de la American Ornithological Society por su estudio de tesis de doctorado sobre la especiación de las aves de los géneros Sturnella y Leistes.

### Eponimia
Wesley Edwin Lanyon es homenajeado en el nombre científico de las siguientes especies y subespecies:
- Phylloscartes lanyoni
- Turdus grayi lanyoni
- Myiarchus yucatanensis lanyoni

## Lista parcial de publicaciones
- Lanyon, W.E. & Tavolga, W.N. 1960. «Animal sounds and communication», part. 1, American Institute of Biological Sciences. 443 p.
- Lanyon, W.E. 1963. «Biology of Birds» American Museum of Natural History.  Natural History Press.
- Archer, M. & Lanyon, W.E. 1981. «Systematic Revision of the Marsupial Dasyurid Genus Sminthopsis Thomas», vol. 168, numéros 1 a 2, American Museum of Natural History, 161 p.
- Lanyon, W. E. 1988a. «A phylogeny of the thirty-two genera in the Elaenia assemblage of tyrant flycatchers». American Museum Novitates 2914: 1–57.

## Abreviatura (zoología)
La abreviatura Lanyon, W  se emplea para indicar a Wesley Edwin Lanyon como autoridad en la descripción y taxonomía en zoología.